# Parc-nature du Bois-de-l'Île-Bizard
 (mai 2020).
Si vous disposez d'ouvrages ou d'articles de référence ou si vous connaissez des sites web de qualité traitant du thème abordé ici, merci de compléter l'article en donnant les références utiles à sa vérifiabilité et en les liant à la section « Notes et références ».
Le parc-nature du Bois-de-l'Île-Bizard est un grand parc de Montréal  situé sur l'île Bizard (dans l'arrondissement Île-Bizard–Sainte-Geneviève) 

## Histoire

### Période seigneuriale
En 1678, Jacques Bizard reçoit la concession de l'île Bizard qui porte alors le nom de Bonaventure. La seigneurie de l'île Bizard demeure la propriété de cette famille jusqu'à la Conquête. Elle sera ensuite détenue par le notable montréalais Pierre Foretier et ses héritiers. L'occupation de l'île Bizard démarre dans la seconde moitié du XVIIIe siècle.
Le secteur intérieur du parc régional du Bois-de-L'île-Bizard n'a probablement pas été l'objet d'utilisation résidentielle à cause du caractère inaccueillant de ses sols marécageux et de la présence, à proximité, de carrières de pierres. 

### Ère industrielle
Pendant la période où la drave a cours sur la rivière des Outaouais, le site du parc est occupé par un havre, des carrières et une plage.
La pointe aux Carrières, facilement repérable pour un navigateur sur le lac des Deux Montagnes, sert de halte pour des nombreuses embarcations dont les «cages». L'anse de Pointe-aux-Carrières offre un lieu où les cageurs peuvent détacher leur embarcation avant d'entreprendre la descente des rapides Lalemant, à l'entrée de la rivière des Prairies.
Dans la première moitié du XIXe siècle, ce site est aussi un endroit d'extraction et d'expédition de la pierre. Le toponyme Pointe-aux-Carrières réfère non seulement à la carrière de ce site mais aussi aux carrières exploitées de l'autre côté du chemin principal dans le secteur intérieur du parc. Des pierres provenant de ces carrières ont servi à la construction de résidences de l'île.
Dans les années 1930, le propriétaire du lieu, la famille Roussin-Cardinal aménage la pointe aux Carrières en plage de terrain de pique-nique. La plage a été abandonnée dans les années 1960, probablement à cause de la pollution des eaux du lac des Deux Montagnes. Depuis, les dirigeants des Parcs-nature ont réaménagé la plage.

### Création du parc
La Communauté urbaine de Montréal crée le parc-nature du Bois-de-L'île-Bizard en 1991. La création du parc est le résultat d'une lutte citoyenne ayant duré quatre ans, menée par le Comité Environnement de l’île Bizard, présidé par Nicole David-Strauss. La décision de la Commission de protection du territoire agricole du Québec de soustraire 456 hectares de la zone agricole permanente de l’île Bizard est à l'origine de la mobilisation citoyenne pour la protection des milieux naturels de L'Île-Bizard.
Il est prévu de le fusionner avec le futur Grand Parc de l'Ouest.

## Description
Le parc-nature du Bois-de-L'ïle-Bizard couvre une superficie totale de 291 hectares. Il est situé dans le secteur centre-est de l'île Bizard. La presque totalité de sa superficie est comprise dans le secteur intérieur de l'île si ce ne sont trois intrusions, trois bras rejoignant le lac des Deux Montagnes et la rivière des Prairies. La Pointe-aux-Carrières est le plus important de ces trois emplacements riverains. C'est d'ailleurs à cet endroit qu'est construit le chalet d'accueil du parc régional.
Une passerelle traversant un marécage permet de contempler la nature de près.

## Galerie

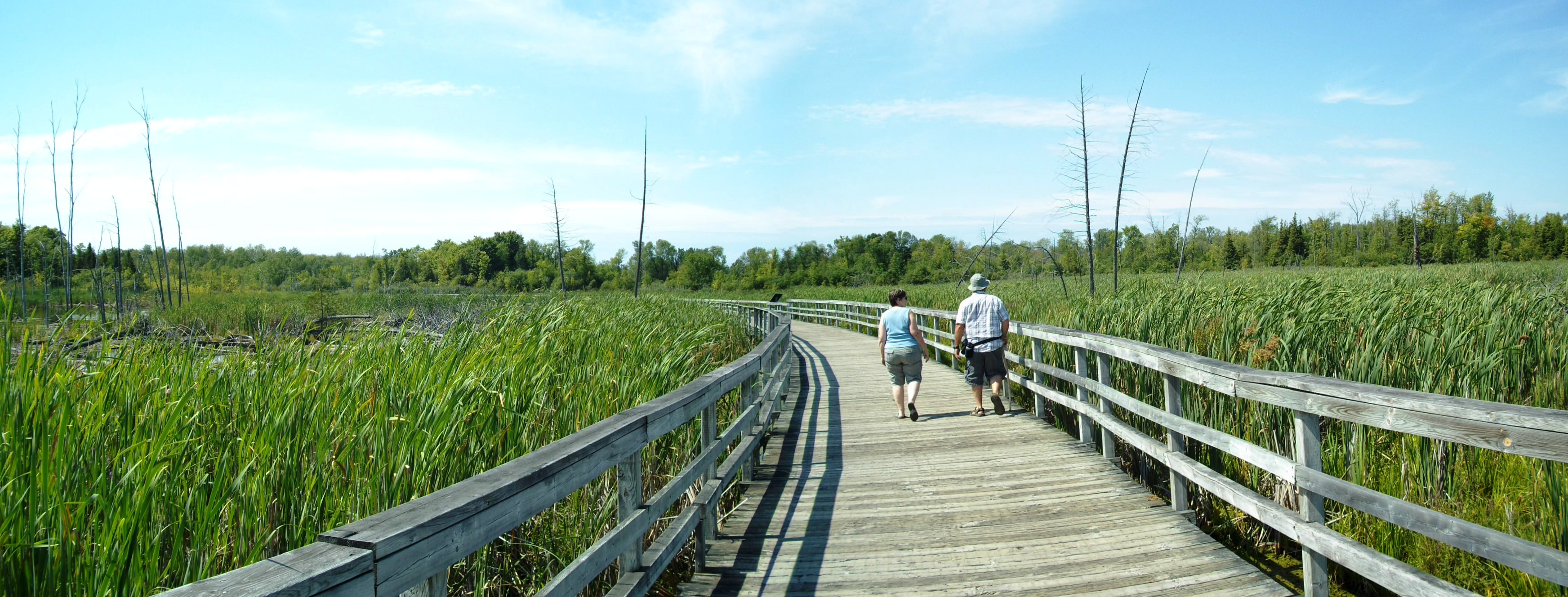
La passerelle du secteur du Marais.
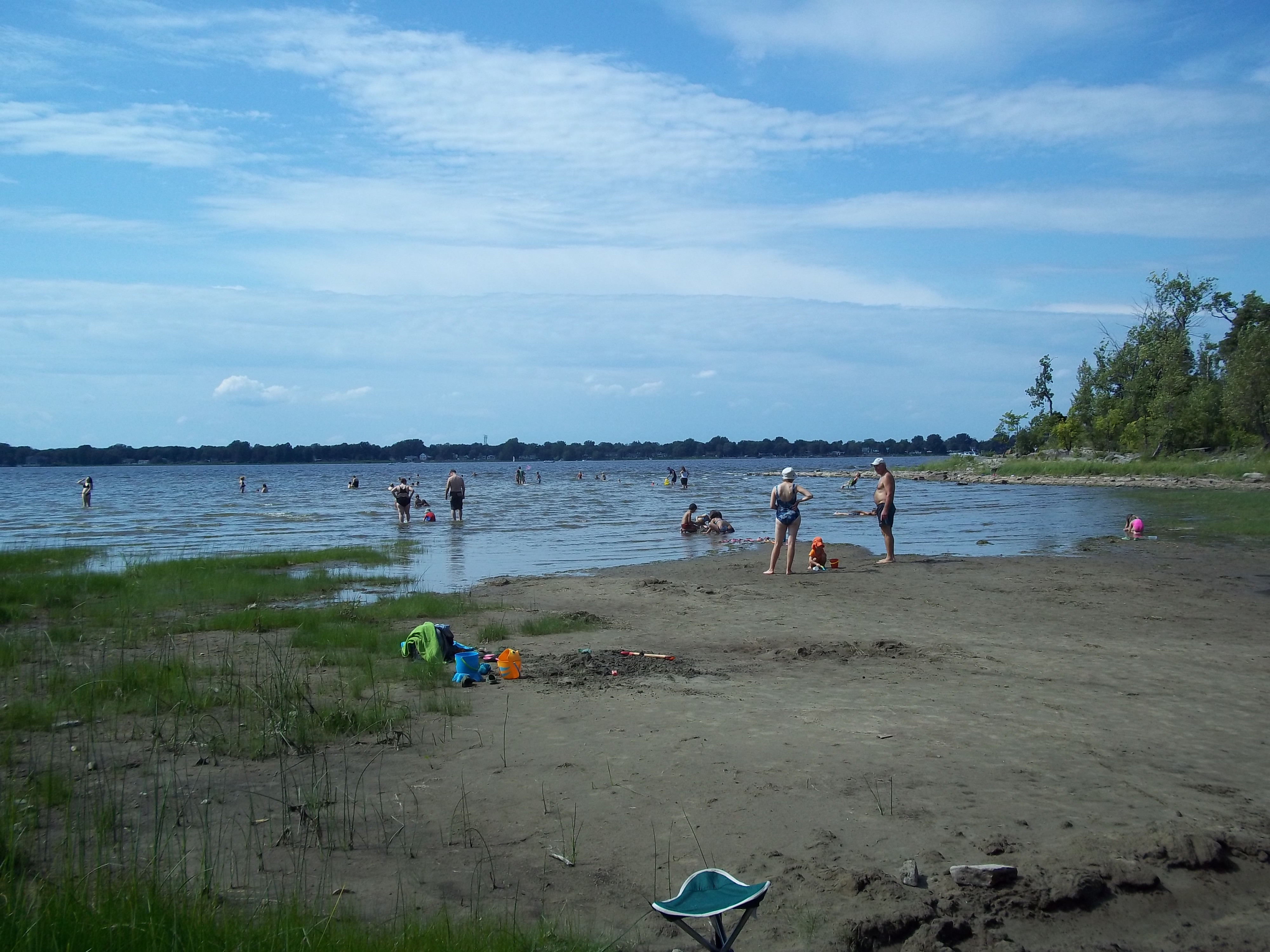
La plage.